# Leap The Dips
Leap The Dips sont des montagnes russes en bois à friction latérale situées à Lakemont Park à Altoona, en Pennsylvanie, aux États-Unis. Ouvertes en 1902, ce sont les plus vieilles montagnes russes au monde encore en état de fonctionnement. Elles furent toutefois fermées de 1986 à 1998 et rouvrirent en 1999.